# BIZZ
BIZZ („Job. Geld. Leben.“) startete im Jahre 2000 als Wirtschaftsmagazin, welches bis Juni 2006 auf ProSieben und anschließend auf kabel eins ausgestrahlt wurde.

## Entstehung
Die Marke BIZZ entstand aus dem Titel des davor schon existierenden gleichnamigen Magazins des Verlages Gruner+Jahr. Zu Sendebeginn arbeiteten Magazin- und Fernsehredaktion eng zusammen, im Januar 2002 wurde die Zeitschrift jedoch eingestellt.

## Allgemeines
Während seiner ProSieben Zeit kämpfte es sich mit durchschnittlichen Quoten durch durchwachsene Sendeplatzsituationen, die sich durch ständige Programmänderungen immer wieder veränderten.
Seit Sendestart konnte die Sondersendung Ordnung muss sein vom 6. Januar 2004 den höchsten Marktanteil vorweisen. Am Ende der Vorsendung TV total wurde immer zum Bizz-Moderator geschaltet.
Auf kabel eins lief Bizz Dienstags um 23:15 Uhr. Die Sendung wurde in Berlin aufgezeichnet und dauerte ca. 50 Minuten.

### Das Fass ohne Boden
Die wohl beliebteste Rubrik in BIZZ, in der Betrüger und „Abzocker“ gesucht, und mit einem blauen Fass ohne Deckel und Boden ausgezeichnet werden. Normalerweise berichteten die jeweiligen BIZZ-Moderatoren in dieser Rubrik, von Februar bis November 2005 sprang jedoch Carina Teutenberg ein.
Preisträger waren zum Beispiel:
| 14. März 2006:     | Tim O. (Mobile Premium Credits Ltd.) mit seiner Tricky.at-Abzocke                 |
| 4. April 2006:     | MCMultimedia für seine Abzocke mit Telefonsex                                     |
| 13. Juni 2006:     | DVDen.de                                                                          |
| 15. August 2006:   | Xentria AG (später „IS Internet Service AG“) für Testcars.de                      |
| 14. November 2006: | Klaus M. alias Claus M. alias Peter K. für sein WG-Cafe                           |
| 5. Dezember 2006:  | SMSFREE24.de                                                                      |
| 12. Dezember 2006: | Verein „Ehrlich währt am längsten“ für seine Massenabmahnerei von ebay-Verkäufern |
| 16. Januar 2007:   | IS Internet Service AG (vormals „Xentria AG“) für Lebensprognose.com              |
| 6. Februar 2007:   | TEAM GmbH für fehlende Abgasgutachten                                             |
| 6. März 2007:      | NETContent Ltd. des Michael B. für seine Abzockseiten                             |

### BIZZ motzt auf
Unregelmäßig beschäftigte sich BIZZ mit dem „aufmotzen“ von Automobilen, ähnlich wie in der Sendung Pimp My Ride von MTV. 
Dort wurden Fahrzeuge von Privatpersonen nach den Vorstellungen der Tuning-Spezialisten umgebaut.
Häufig kamen dabei breitere Reifen, größere Felgen und neueste Elektronik zum Einsatz.
Das Tuning-Team machte je nach Geschmack auch nicht vor Klassikern halt und versah diese schon mal mit einer Folierung im Flammendesign oder bezog Sitze und Lenkrad mit Schlangenleder.

### BIZZ möbelt auf
Analog zum „Aufmotzen“ von Fahrzeugen kopierte BIZZ auch das Vorbild von Heimwerkersendungen wie „Einsatz in 4 Wänden“ und „Do it Yourself - S.O.S.“ Der Aufdruck „brainnail.com“ auf den T-Shirts der Handwerker (Striezl, Pio, Matti, Shane und Matthias/Architekt) wurde bei der Ausstrahlung, aus Angst vor Schleichwerbung, vom Sender unkenntlich gemacht. Die Firma brainnail.com ist heute noch im Berliner raum tätig und beschäftigt sich mit Szenenbauten für Film, Kino und Event.

### Wechsel von ProSieben zu kabel eins
Mit der Begründung, BIZZ passe nicht mehr „zum aktuellen Profil“ von ProSieben, gab der Sender im März 2006 das Ende für BIZZ auf ProSieben bekannt. Die letzte Sendung auf ProSieben wurde am 6. Juni 2006 ausgestrahlt. Bereits eine Woche später lief die erste Folge bei kabel eins um ca. 23:00 Uhr.
2008 wurde die Sendung eingestellt.

## Moderatoren
- Dominik Bachmair (2000 bis 2002), wechselte dann zum Boulevardmagazin taff
- Stefan Gödde (2002 bis 2005), folgte im März 2005 Dominik Bachmair bei taff, moderierte bis November parallel in Berlin und Köln
- Norbert Dobeleit (2005 bis Juni 2006), ehemaliger Leichtathlet, moderiert nebenbei mittwochs und donnerstags den Sport bei Sat.1
- Sebastian Höffner (Juni 2006 bis Dezember 2007), wurde Moderator nach dem Wechsel zu kabel eins[4]